# باقم (العبر)

'

تعديل مصدري - تعديل

باقم هي إحدى قرى عزلة العبر بمديرية العبر التابعة لمحافظة حضرموت، بلغ تعداد سكانها 49 نسمة حسب تعداد اليمن لعام 2004.